# Machilus globosa
Machilus globosa är en lagerväxtart som beskrevs av Atulananda Das. Machilus globosa ingår i släktet Machilus och familjen lagerväxter. Inga underarter finns listade i Catalogue of Life.